# Enllaç C-Np

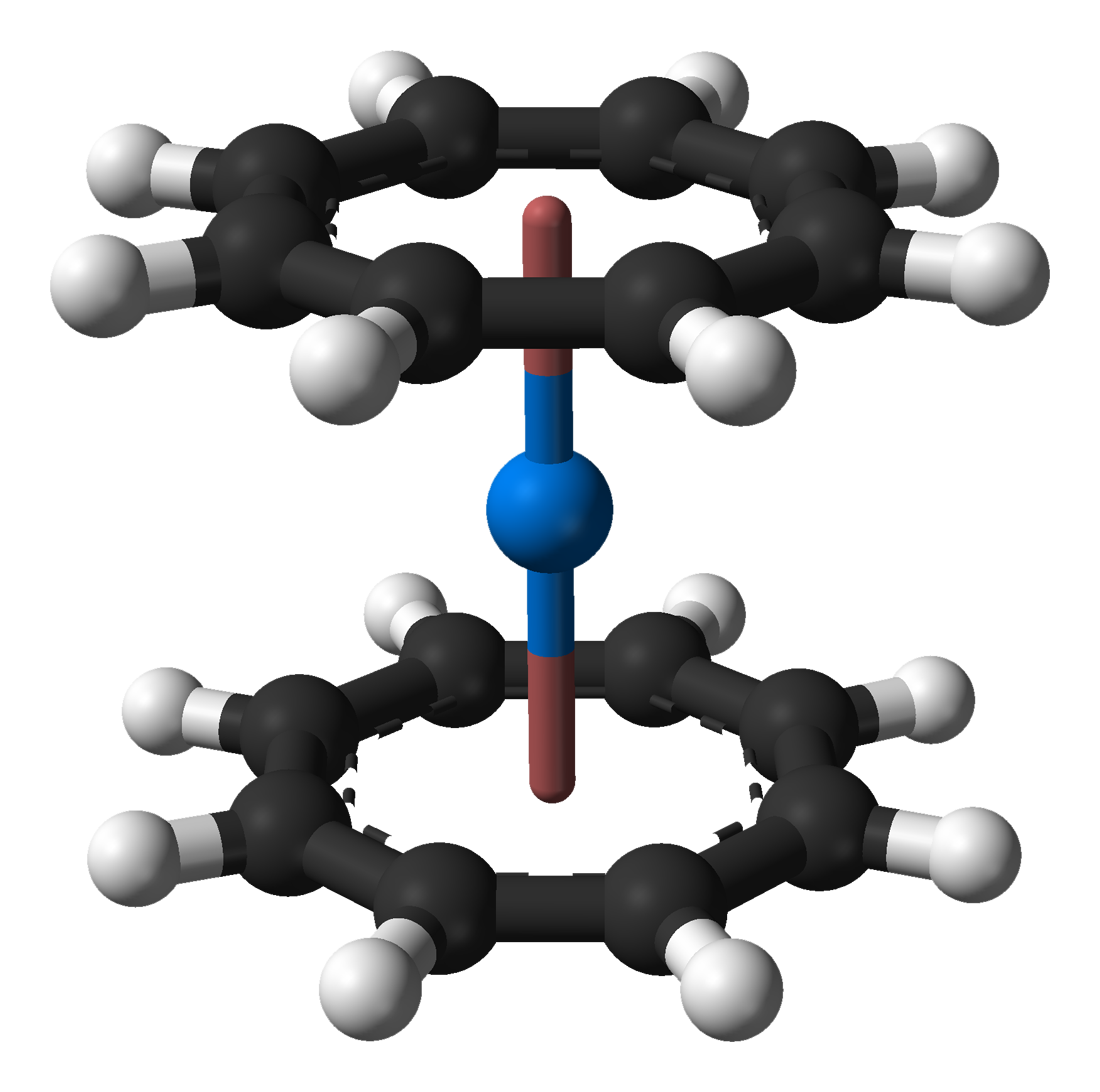
Neptunocè; Np(C₈H₈)₂

Els compostos d'organeptuni (o compostos orgànics del neptuni) són compostos químics que contenen un enllaç químic entre carboni (C) i neptuni (Np) (enllaç C-Np).
La química de l'organoneptuni és la ciència química que explora les propietats, l'estructura i la reactivitat dels compostos d'organoneptuni, que són compostos organometàl·lics que contenen un enllaç químic de carboni a neptuni.
Existeixen diversos compostos d'aquest tipus tot i que l'element en si, el neptuni, és artificial i altament radioactiu: clorur de triciclopentadienilneptuni, tetrakis(ciclopentadienil)neptuni (IV) i neptunocè (Np(C₈H₈)₂).

## Prepraració
Els compostos d'organoneptuni generalment es preparen mitjançant reaccions de metàtesi d'halogenurs de neptuni i altres compostos organometàl·lics, com ara els complexos de ciclopentadiè (Cp) i de ciclooctatetraè (COT).
NpCl₄ + KCp → NpCp₄ + 4 KCl
8 NpCl₃ + 9 BeCp₂ → 6 NpCp₃Cl + 2 Np + 9 BeCl₂
NpCl₄ + 2 K₂COT → Np(COT)₂ + 4 KCl